# Chasselas

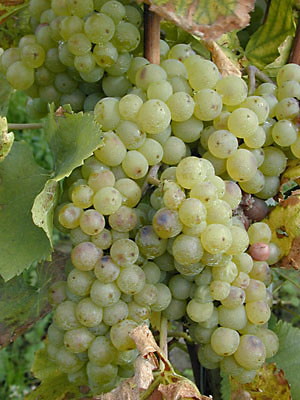
Racimos de la variedad.

La Chasselas es una variedad de uva blanca cultivada en Suiza, Francia, Alemania (se conoce en alemán como gutedel), Portugal, Hungría, Rumanía y Nueva Zelanda. Suele vinificarse para producir vinos blancos secos y afrutados. También está disponible como uva de mesa, sobre todo en Turquía.

## Historia
Hay varias teorías sobre el origen de la variedad. Pierre Galet creía que era una variedad nativa de Suiza.
En 1940 la Chasselas fue cruzada con la silvaner para producir la variedad de uva blanca nobling.

## Regiones

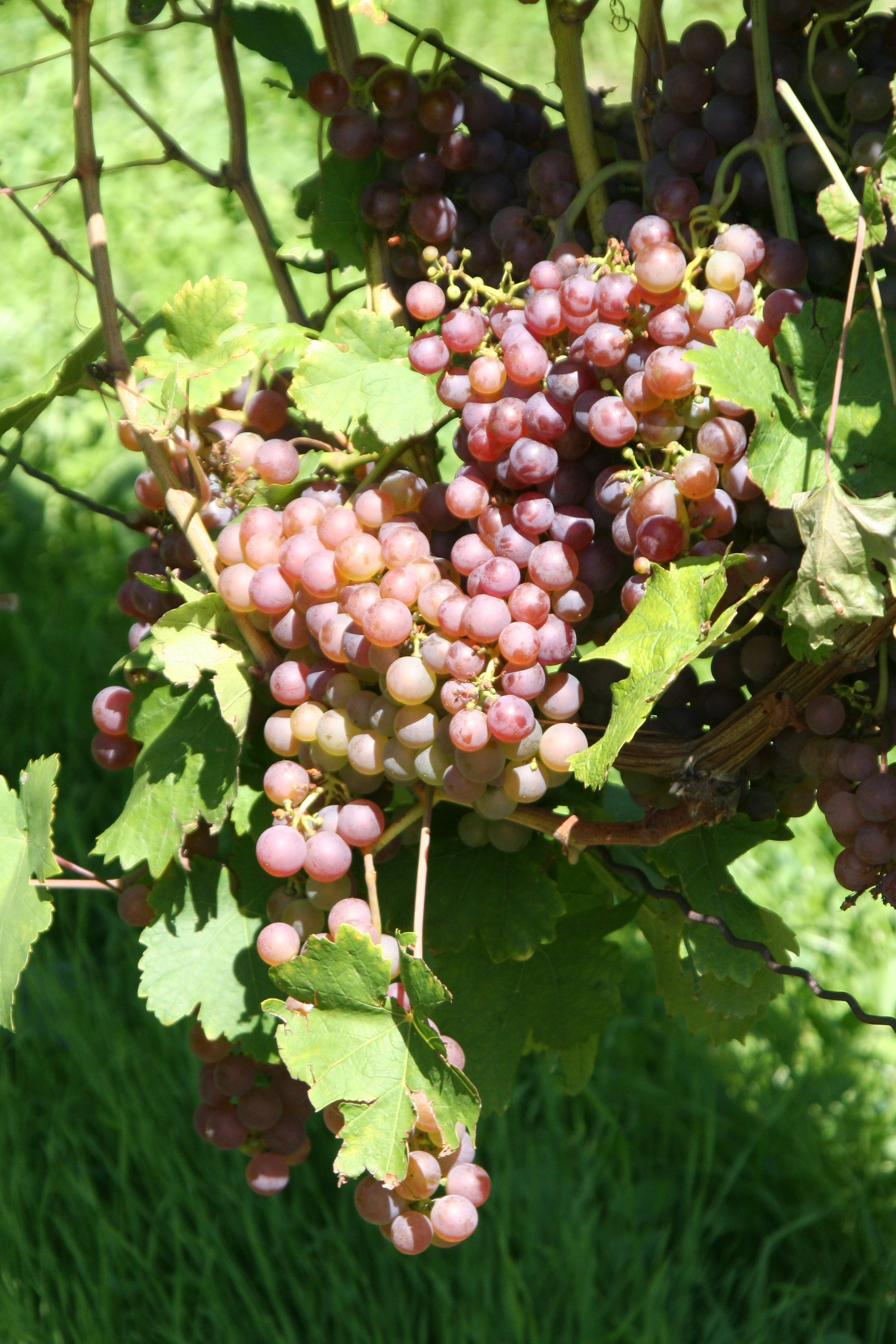
Una versión tinta de la gutedel/chasselas.

Se cultiva ampliamente en los cantones de Suiza donde tiene varios sinónimos regionales. El principal de ellos es el de fendant, del cantón de Valais. Se considera que es buen acompañante de los quesos típicos de Suiza como raclette o fondue, pudiendo tomarse también como aperitivo. La Chasselas es conocida como perlan en el distrito de Mandement. En 2009 era la segunda con más superficie en los viñedos de Suiza, con 4.013 ha.
En Alemania hay 1.123 ha de viñedos de esta variedad y casi todos están en la región vitivinícola de Baden. En Alemania se la conoce con el nombre de gutedel.
En Francia se cultiva principalmente en el valle del Loira, donde se mezcla con la sauvignon blanc para hacer el vino Pouilly-sur-Loire. En California (Estados Unidos) y Australia los agricultores conocen a esta variedad por los sinónimos Chasselas doré o golden Chasselas.
En 2011 la bodega Michel Chaputier dijo que iba a plantar un viñedo en Inglaterra (Reino Unido) y que podría plantarlo con la variedad Chasselas. Dijeron que la variedad se adaptaba muy bien al terruño y al clima inglés.
En España esta variedad se encuentra autorizada como uva de mesa.

## Sinónimos
La Chasselas también es conocida con los sinónimos abelione, abelone, albilloidea, alsacia blanca, amber Chasselas, amber muscadine, bar sur aube, bela glera, bela zlahtnina, berezka prostaya, berioska casla, beyaz gutedel, biela plemenika praskava, biela plemincka chrapka, biela plemincka pruskawa, blanchette, blanquette, bon blanc, bordo, bournet, bournot, charapka, Chasselas angevin, Chasselas bianco, Chasselas blanc royal, Chasselas blanchette, Chasselas crognant, Chasselas croquant, Chasselas de bar-sur-aube, Chasselas de Bordeaux, Chasselas de Florence, Chasselas de Fontainebleau, Chasselas de Jalabert, Chasselas de la Contrie, Chasselas de la Naby, Chasselas de Moissac, Chasselas de Montauban, Chasselas de Mornain, Chasselas de Pondichéry, Chasselas de Pontchartrain, Chasselas de Pouilly, Chasselas de Quercy, Chasselas de Rappelo, Chasselas de Tenerife, Chasselas de Teneriffe, Chasselas de Thomeri, Chasselas de Toulaud, Chasselas de Vaud, Chasselas di Fountanbleau, Chasselas di Thomery, Chasselas dorada, Chasselas dorato, Chasselas doré, Chasselas doré hatif, Chasselas doré Salomon, Chasselas du Doubs, Chasselas du Portugal, Chasselas du Roi, Chasselas du Serail, Chasselas du Thor, Chasselas dugommier, Chasselas dur, Chasselas fendant, Chasselas hatif de Tenerife, Chasselas haute selection, Chasselas jalabert, Chasselas jaune cire, Chasselas piros, Chasselas plant droit, Chasselas queen Victoria, Chasselas reine Victoria, Chasselas salsa, Chasselas tokay angevine, Chasselas vert de la Cote, Chasselas white, chasselat, chrupka, chrupka biela, chrupka bila, common muscadine, danka belaya, dinka belaya, dinka blanche, dobrorozne, doppelte spanische, dorin, doucet, eau douce blanche, edelschoen, edelwein, edelweiss, edelxeiss, elsaesser, elsasser weiss, fabian, fabiantraube, fábiánszőlő, fehér chasselas, fehér fábiánszőlő, fehér gyöngyszőlő, fehér ropogós, fendant, fendant blanc, fendant roux, fendant vert, florenci jouana, fondan belyi, franceset, franceseta, frauentraube, gamet, gelber gutedel, gemeiner gutedel, gentil blanc, gentil vert, golden bordeaux, golden Chasselas, grossblaettrige spanische, grosse spanische, grosser spaniger, gruener gutedel, gutedel, gutedel weiss, gutedel weisser, gyöngyszőlő, junker, koenigs gutedel, kracher, krachgutedel, krachmost, lardot, lourdot, maisa, marzemina bianca, marzemina niduca, morlenche, mornan blanc, mornen, mornen blanc, most, most rebe, moster, pariser gutedel, perlan, pinzutella, plamenka belyi, plant de toulard, plant de toulaud, plemenika praskava, plemenka, plemenka bela, plemenka rana, pleminka biela, praskava, pruscava biela, queen victoria, queen victoria white, raisin d'officier, ranka, rebe herrn fuchses, reben herm fuchs, reben herrn, rheinrebe, rosmarinentraube, rosmarintraube, royal muscadine, sasla, sasla bela, schoenedel, shasla belaya, shasla dore, shasla lechebnaya, shasla viktoria, silberling, silberweiss, silberweissling, silberwissling, strapak, suessling, suesstraube, sweetwater, sweetwater white, temprano, temprano blanco, terravin, tribi vognoble, tribiano tedesco, ugne, uslechtile bile, valais blanc, viala, viviser, waelsche, waelscher, weisser gutedel, weisser krachgutedel, white Chasselas, white muscadine, white sweetwater, white van der laan, zlahtina, zlahtnina, zlahtnina bijela, zlatina y zupljanka.

## Denominación de origen
Este tipo de uvas, bajo la denominación Chasselas de Moissac, están reconocidas en Francia como appellation d'origine contrôlée (AOC) desde 1971. Desde 1996, es una denominación de origen protegida (PDO) ante la Unión Europea. A nivel internacional, cuenta con registro como denominación de origen, conforme al Sistema de Lisboa, ante la Organización Mundial de la Propiedad Intelectual, desde el 20 de diciembre de 1967.